# Szczepan Brozych
Szczepan Brozych (ur. 26 grudnia 1907 w Warszawie, zm. 19 października 1990) – polski rysownik, malarz (portrecista i pejzażysta), maszynista, burmistrz Grodziska Mazowieckiego.

## Życiorys
W wieku pięciu lat został sierotą i stał się podopiecznym Warszawskiego Towarzystwa Dobroczynności. Od dzieciństwa lubił malować. Zapisał się do Warszawskiej Szkoły Rysunku, prowadzonej przez Miłosza Kotarbińskiego. Z uwagi na złą sytuację materialna pracował jako tokarz. W trakcie służby wojskowej był żołnierzem I Dywizjonu Samochodowego Generalnego Inspektoratu Sił Zbrojnych, a po jej zakończeniu maszynistą na Elektrycznej Kolei Dojazdowej. Pierwszą wystawę miał w 1936. Malował pod wpływem artystycznym grodziskich artystów, Władysława Ostrowskiego i Edwarda Kokoszki.
Po zakończeniu II wojny światowej malował nadal. Był też wiceburmistrzem i burmistrzem (1948-1950) Grodziska Mazowieckiego, a także inicjatorem powstania Stowarzyszenia Miłośników Sztuki i Muzeum Regionalnego PTTK. Był nauczycielem, wychowawcą i opiekunem internatu grodziskiego Technikum Mechanicznego. Na emeryturze pełnił też rolę kuratora sądowego. Miał wystawy malarskie zarówno w Polsce, jak i poza jej granicami. Nazywano go Grodziskim Canaletto.
Namalował cykle:
- „Znikająca Warszawa”,
- „Warszawskie brzegi Wisły”,
- „Nasz Bałtyk”,
- „Łazienki Warszawskie”,
- „Grodzisk Stary i Nowy”,
- „Gdańska Starówka”,
- „Starowarszawskie dorożki”[1].

## Upamiętnienie
W 2021 odsłonięto tablicę pamiątkową na jego pracowni, przy ul. 11 Listopada w Grodzisku Mazowieckim. Grodziski Ośrodek Kultury wydał album jego prac, zatytułowany "To będzie na wieczność. Grodzisk Mazowiecki w malarstwie Szczepana Brozycha". 

## Rodzina
Jego żoną była pochodząca z Grodziska Mazowieckiego Anna Puchalska (ur. 1931).